# Midland Square
Midland Square (ミッドランド スクエア?), denominado oficialmente Toyota-Mainichi Building (豊田・毎日ビルディング?), es un rascacielos situado en el distrito Meieki de Nakamura-ku, Nagoya, Japón. Abrió sus puertas a principios de 2007. Es el quinto edificio más alto de Japón tras Yokohama Landmark Tower, Rinku Gate Tower, Osaka World Trade Center Building y Midtown Tower. Midland Square alberga oficinas de muchas compañías incluyendo Toyota Motor Corporation, Towa Real Estate y Mainichi Shimbun. 
Con 247 m (810 ft), es ligeramente más alto que las cercanas JR Central Towers. Midland Square incluye un centro comercial con 60 tiendas de marca, dos salas de exhibición de automóviles y un cine. También retiene el récord de plataforma de observación al aire libre más alta de Japón. También son notables sus inusuales ascensores de doble planta, que alcanzan la cima en solo 40 segundos. 